# Curimopsis strigosa
Curimopsis strigosa är en skalbaggsart som först beskrevs av Melsheimer 1844.  Curimopsis strigosa ingår i släktet Curimopsis och familjen kulbaggar. Inga underarter finns listade i Catalogue of Life.